# Whiterock
L'étage du Whiterock réfère principalement au début de l'Ordovicien moyen en Amérique du Nord. 
Le terme est souvent utilisé dans la littérature ancienne avec un sens global. 
Le Whiterock s'étale sur une période allant de 471.8 (ca. 472) à 462 m.a., soit une durée de près de 10 millions d'années. 
Officiellement, son début est défini comme la toute première occurrence des conodontes Protoprioniodus aranda ou Baltoniodus triangularis.